# Султан-Хан Аккулы
Султан-Хан Аккулы (каз. Сұлтан Хан Аққұлы Жүсіп; род. 1 августа 1962, Туркестан) — кандидат филологических наук.

## Биография
Родился в 1962 году в городе Туркестан.
В 1990 году закончил филологический факультет КазНУ имени Аль-Фараби.
С 1990 по 1995 — старший лаборант, младший научный сотрудник в Институте литературы и искусства имени М. Ауэзова при Национальной Академии наук.
С 1995 по 1996 — заведующий кафедрой гуманитарных наук в Академии искусств имени Т. Жургенова.
С 1997 по 2000 — директор Астанинского бюро Казахской редакции Радио «Свободная Европа/Радио Свобода».
С 2000 по 2001 — пресс-секретарь акима города Астаны.
С 2001 по 2002 — собственный корреспондент газеты «Казахстан-Заман» в Астане.
С 2002 года работает в Казахской редакции Радио «Свободная Европа/Радио Свобода» в Праге (Чехия).
Директор НИИ «Алаш» ЕНУ имени Л. Н. Гумилева.